# Tătarii din România

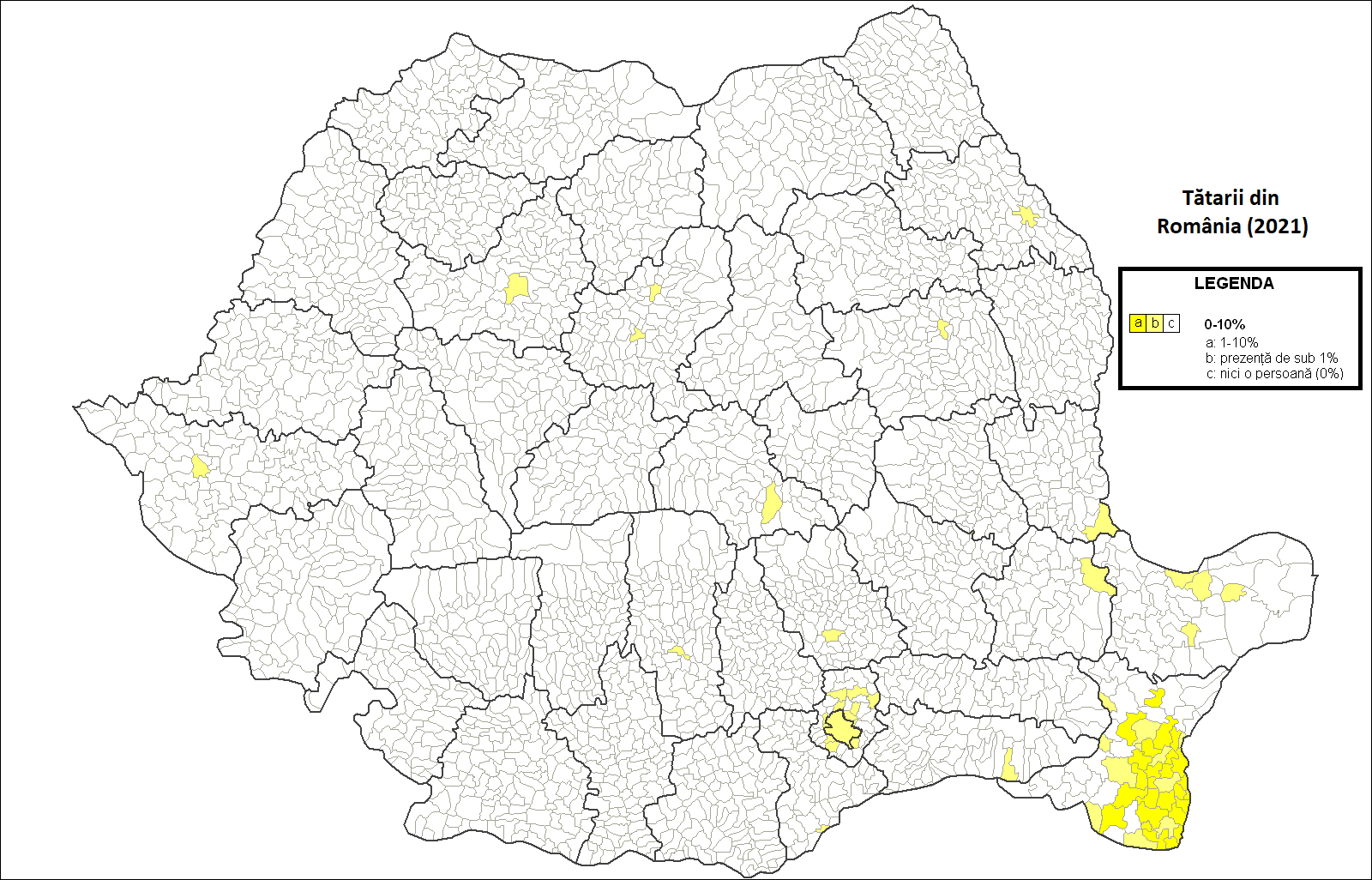
Tătarii din România (2021)

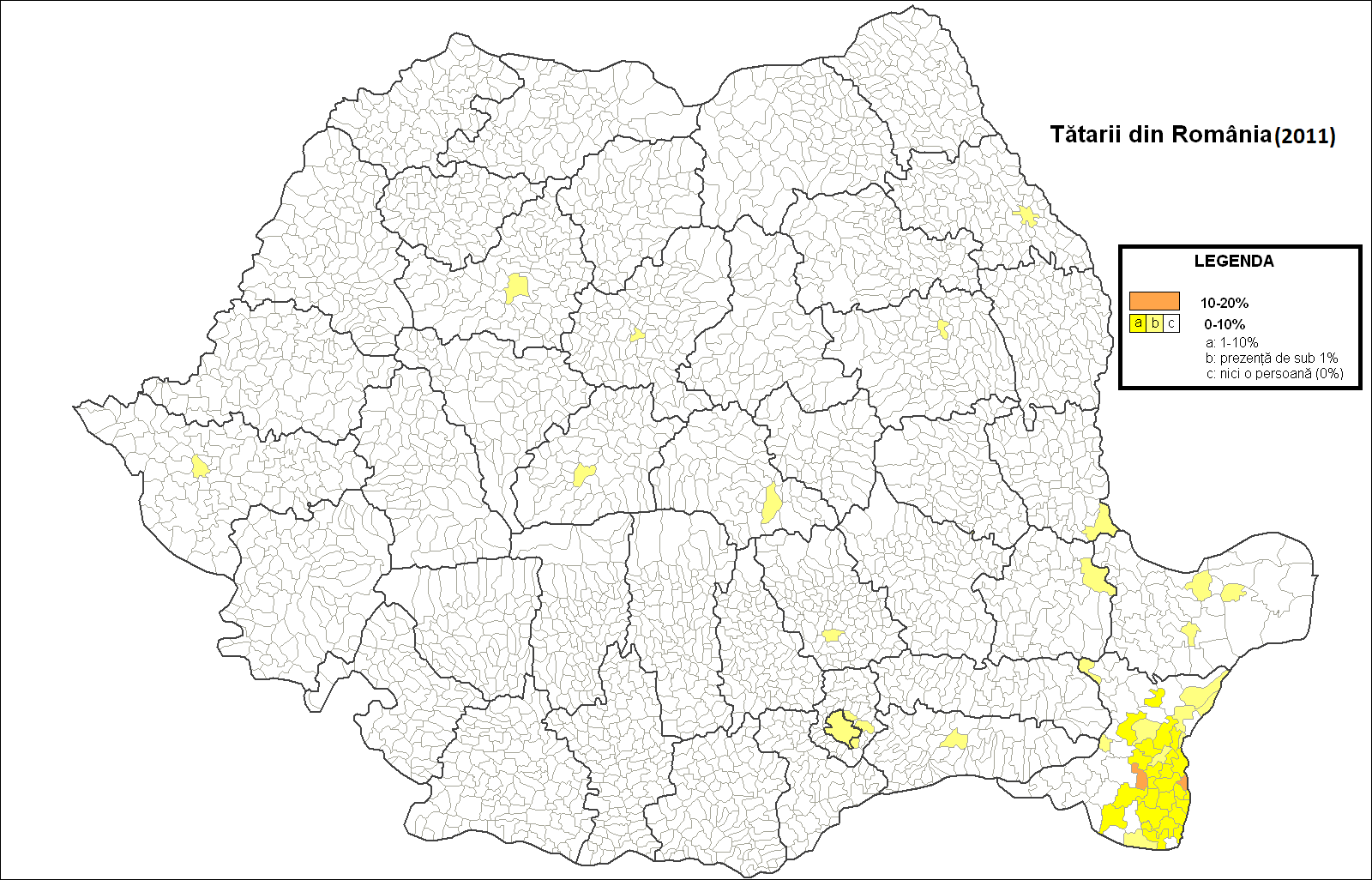
Tătarii din România (2011)

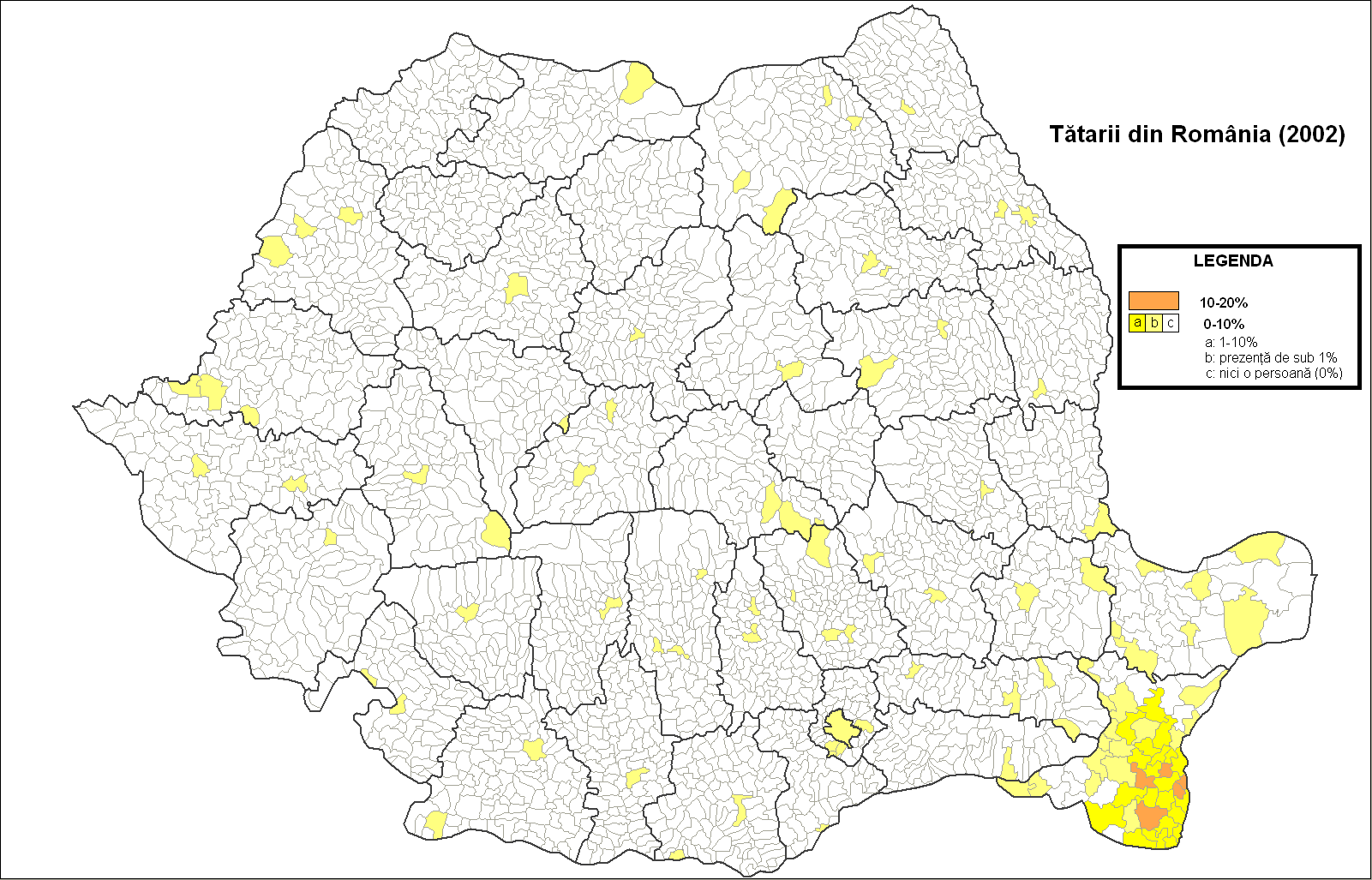
Tătarii din România (2002)

Tătarii, un grup etnic vorbitor de limba tătară, sunt prezenți pe teritoriul actual al României din secolul al XIII-lea. Conform recensământului din 2011, 19.006 de oameni s-au declarat tătari, majoritatea acestora fiind tătari crimeeni din județul Constanța. Tătarii sunt principalii reprezentați ai islamului în România.

## Începutul istoriei
Tătarii au ajuns prima dată la gura de vărsare a Dunării la mijlocul secolului XIII, la apogeul Hoardei de Aur. În anul 1241, sub conducerea hanului Kadan, tătarii au traversat Dunărea, cucerind și jefuind regiunea Dobrogea.
Probabil că regiunea nu a fost sub controlul direct al Hoardei, ci mai degrabă sub conducerea unui vasal al hanului din Bahciîsarai.
Se cunoaște, din sursele arabe, că la sfârșitul secolului XIII și începutul celui XIV, unii descendenți ai Hoardei Nogai s-au stabilit în Isaccea.
Despre Sari Saltuk Baba, dervișul venit cu misiunea de a răspândi religia islamică, se spune că ar fi descălecat în Dobrogea în anul 1262.
Dobrogea era pe atunci un teritoriu al nimănui, aproape nepopulat, stăpânit la sud de Imperiul Bizantin, dar ocupat la nord de Hoarda de Aur.
Un alt explorator arab, Ibn Battuta, care a călătorit în zonă în anii 1330-1331, scrie despre Baba Saltuk (Babadag) ca fiind cel mai sudic oraș al tătarilor. Hoarda de Aur a început să își piardă influența după războaiele dintre anii 1352-1359; la acea vreme un jupân local creștin presupus tătar, Demetrius, este citat ca apărând orașele de la gurile de vărsare ale Dunării.
Spre sfârșitul secolului XVI, grupuri de tătari nogai s-au stabilit în Dobrogea, provenind din Hanatul Crimeei (care cuprindea atunci Bugeacul și Edisanul). În perioada 1809-1820, consecutiv războiului Ruso-Turc din 1806–1812 și a tratatului de la București ce a urmat, în jur de 30.000 de tătari crimeeni au fost aduși în Dobrogea din Bugeacul devenit parte a Imperiului rusesc, fiind înlocuiți de coloniști Găgăuzi și Bulgari. În perioada 1850-1878 așezarea Çatal-Osman a fost centrul unui mic hanat autonom al acestor tătari.

## Personalități
- Murat Iusuf, muftiu al Cultului Musulman din România;
- Gelil Eserghep, politician, Președinte Uniunea Democrată a Tătarilor Turco-Musulmani din România;
- Negiat Sali, deputat
- Varol Amet, deputat.
- Aihan Omer, antrenor handbal
- Geavit Musa Velulla, profesor universitar, doctor în fizică nucleară, cercetător fizica plasmei
- Güner Akmolla[nefuncțională]
, poetă, prozatoare, traducătoare, membră a Uniunii Scriitorilor din România
- Selim Abdulakim, senator și deputat tătar în legislativele Partidului Liberal din perioada interbelică
- Abdul Agi Kerim, primar al localității Medgidia în perioada 1878-1886.
- Kemal Agi Amet, primar al localității Medgidia în perioada 1886-1898
- Melek Amet, model
- Denis Alibec, fotbalist
- Mehmet Niyazi, poet
- Sebat Husein Arhivat în 4 februarie 2018, la Wayback Machine., compozitor, tenor
- Negip Hagi Fazîl, poet, prozator, dramaturg, erou național
- Deniz Giafer, fotbalist
- Edris Fetisleam, tenismen
- Kadriye Nurmambet, cântăreață

## Tătarii crimeeni
Tătarii crimeeni au fost aduși în Dobrogea de către otomani, după creșterea puterii Rusiei și ulterior a anexării Crimeei în anul 1783. Totuși, după Independența României din 1877-1878, între 80.000-100.000 de tătari crimeeni s-au mutat în Anatolia, o migrație ce a continuat ulterior. Prin urmare, ponderea tătarilor din Dobrogea de Nord a scăzut de la 21% în 1880 la 5,6% în 1912. În anul 2002 aceștia formau 2,4% din populație.

## Tătarii nogai
Tătarii nogai nu sunt enumerați separat în recensămintele României. Majoritatea lor a emigrat în Turcia, dar se estimează că încă mai trăiesc câteva mii de tătari nogai în Dobrogea, în special în localitățile Mihail Kogălniceanu, Medgidia, Lumina și Cobadin.